# Combat du détroit de Tiran
Le combat du détroit de Tiran est une bataille navale livrée en mer Rouge le 6 juin 1967, pendant la guerre des Six Jours. Le blocage du détroit de Tiran est un des éléments à l'origine de la guerre des Six Jours.

## Origine
Le 23 mai, l'Égypte bloque l'accès au détroit de Tiran aux navires israéliens (route du sud essentielle à l'approvisionnement des Israéliens en pétrole) entrainant un blocus du port d'Eilat, ce qui était sans précédent depuis les accords internationaux sur les droits de passage dans le détroit, signés en 1957 par 17 puissances maritimes. Israël considère ce blocus comme un casus belli, et la tension dans la région glisse alors d'un relatif statu quo vers une guerre régionale.
Trois vedettes israéliennes Baglietto, la T 150 Ophir, la T 151 Shva et la T 152 Tarshish affrontent et repoussent plusieurs bâtiments égyptiens commandés par l'amiral Sheikh, qui se proposaient de bombarder Eilat.

## Sources
- Frédéric Stahl, « La marine israélienne 1948-2006 », revue Navires et Histoire numéro 38, octobre-novembre 2006.
- Pierre Razoux, « La marine israélienne d'hier à aujourd'hui », revue Marines et Forces navales, numéro 105, octobre-novembre 2006.